# Eugen Petersen
Pour les articles homonymes, voir Petersen.
Eugen Petersen, né le 16 août 1836 à Heiligenhafen et mort le 14 décembre 1919 à Hambourg est un archéologue allemand.

## Biographie
Fils d'un homme de loi, Eugen Petersen naît danois, dans le duché de Holstein. Il commence ses études à l'université Christian Albrecht de Kiel puis à l'université rhénane Frédéric-Guillaume de Bonn.
En 1861, il séjourne à l'institut archéologique allemand de Rome.
En 1886, il prend la direction de l'institut archéologique allemand d'Athènes, mais n'y reste qu'un an pour prendre la direction de l'institut archéologique allemand de Rome.

## Ouvrages
- Kritischen Bemerkungen zur ältesten Geschichte der griechischen Kunst, 1871
- Die Kunst des Pheidias am Parthenon und zu Olympia, 1873
- avec Alfred von Domaszewski et Guglielmo Calerini (Hrsg.): Die Marcus-Säule auf Piazza Colonna in Rom, Munich 1896
- Vom alten Rom, Leipzig 1898; 3. Auflage 1904 (Berühmte Kunststätten 1)
- Trajans Dakische Kriege, 2 Bände, 1899 und 1903
- Ara Pacis Augustae, Vienne 1902
- Athen, Leipzig 1908 (Berühmte Kunststätten 41)
- Die attische Tragödie als Bild und Bühnenkunst, 1915